# Thecodontia
Thecodontia is een naam die in 1859 door Richard Owen werd gegeven aan een aantal groepen uitgestorven reptielen die tegenwoordig tot de Archosauria worden gerekend. Ernst Haeckel gebruikte de vorm Thecodonta in 1866.

## Taxonomie
In de loop van de tijd werden verschillende groepen bij de Thecodontia ondergebracht. Het begrip werd zo een vage naam voor allerlei archosauriërs, maar alleen de basale vormen: het taxon was dus parafyletisch. De meer afwijkende Crocodilia, Dinosauria, Aves en Pterosauria waren nooit lid. Een definitie als klade is nooit gegeven en de naam is sinds de jaren tachtig geheel in onbruik geraakt in vakkringen, hoewel zij in de populaire wetenschappelijke literatuur nog wel opduikt.
De Thecodontia werden onderverdeeld in vier onderorden: de Proterosuchia, de Phytosauria, de Aetosauria en de Pseudosuchia. Tot de onderorde Proterosuchia behoorden de meest primitieve vormen en de onderorde omvatte de families Proterosuchidae, Erythrosuchidae en Proterochampsidae. De daadwerkelijke verwantschap tussen deze drie families is echter niet zeker en tegenwoordig worden de drie families direct onder de infraklasse Archosauromorpha ingedeeld. De Phytosauria en de Aetosauria zijn wel monofyletisch en worden tegenwoordig ingedeeld bij de Crurotarsi. De Pseudosuchia waren min of meer een vergaarbak van alle primitieve archosauriërs die niet bij een van de andere drie onderorden konden worden ingedeeld.